# 正威集團
正威國際集團有限公司（英語：Amer International Group Limited），簡稱正威國際集團或正威集團，由現任董事長及首席執行官王文銀於1994年創立，總部位於中國廣東省深圳市。其主要業務為有色金屬之開採、冶煉、加工及貿易，此外跨領域投資半導體晶圓製造。
該公司為2015年財富世界500大企業中第247位；2016年，排名為190位。全国工商联发布的2018中国民营企业500强榜单上，正威集团以4917.99亿元营业收入排名第3位。
2017年12月，王文银控制的西安正威就与九鼎集团签订股权转让协议，以3.4亿元人民币受让九鼎集团持有的九鼎新材10.23%的股份。该公司于2021年更名为正威新材。
2021年6月29日，四川海特高新技术股份有限公司发布公告称，深圳正威金融控股有限公司已完成向海特高新旗下控股子公司成都海威华芯科技有限公司增资12.88余亿元，其中6.19亿元计入注册资本。本次增资扩股完成后，正威金控持有海威华芯34.01%股权，成为海威华芯第一大股东，海特高新是其第二大股东。此举体现出正威集团全面发力第三代半导体产业。

## 連結
- 正威国际集团 （页面存档备份，存于）（简体中文）（英文）